# Episodi di Polvere di stelle (prima stagione)
La prima stagione della serie televisiva Polvere di stelle (Bob Hope Presents the Chrysler Theatre) è andata in onda negli Stati Uniti dal 4 ottobre 1963 al 5 giugno 1964 sulla NBC.
| nº | Titolo originale                       | Prima TV USA     | Titolo italiano       | Prima TV Italia |
| -- | -------------------------------------- | ---------------- | --------------------- | --------------- |
| 1  | A Killing At Sundial                   | 4 ottobre 1963   |                       |                 |
| 2  | Something About Lee Wiley              | 11 ottobre 1963  |                       |                 |
| 3  | Seven Miles of Bad Road                | 18 ottobre 1963  |                       |                 |
| 4  | Bob Hope Variety Special               | 25 ottobre 1963  |                       |                 |
| 5  | Four Kings                             | 1º novembre 1963 |                       |                 |
| 6  | One Day in the Life of Ivan Denisovich | 8 novembre 1963  |                       |                 |
| 7  | The House Next Door                    | 15 novembre 1963 |                       |                 |
| 8  | The Fifth Passenger                    | 29 novembre 1963 |                       |                 |
| 9  | The Candidate                          | 6 dicembre 1963  |                       |                 |
| 10 | It's Mental Work                       | 20 dicembre 1963 |                       |                 |
| 11 | Corridor 400                           | 27 dicembre 1963 |                       |                 |
| 12 | War of Nerves                          | 3 gennaio 1964   |                       |                 |
| 13 | Runaway                                | 10 gennaio 1964  |                       |                 |
| 14 | The Seven Little Foys                  | 24 gennaio 1964  |                       |                 |
| 15 | Two is the Number                      | 31 gennaio 1964  | Bisogna essere in due | 28 ottobre 1967 |
| 16 | A Wind of Hurricane Force              | 7 febbraio 1964  |                       |                 |
| 17 | Wake Up, Darling                       | 21 febbraio 1964 |                       |                 |
| 18 | The Meal Ticket                        | 28 febbraio 1964 |                       |                 |
| 19 | The Square Peg                         | 6 marzo 1964     |                       |                 |
| 20 | White Snow, Red Ice                    | 13 marzo 1964    |                       |                 |
| 21 | Her School For Bachelors               | 20 marzo 1964    |                       |                 |
| 22 | A Slow Fade to Black                   | 27 marzo 1964    |                       |                 |
| 23 | A Case of Armed Robbery                | 3 aprile 1964    |                       |                 |
| 24 | Bob Hope Comedy Special                | 17 aprile 1964   |                       |                 |
| 25 | Time For Elizabeth                     | 24 aprile 1964   |                       |                 |
| 26 | The Game with Glass Pieces             | 1º maggio 1964   |                       |                 |
| 27 | The Command                            | 22 maggio 1964   |                       |                 |
| 28 | The Sojourner                          | 29 maggio 1964   |                       |                 |
| 29 | Echo of Evil                           | 5 giugno 1964    |                       |                 |

## A Killing At Sundial
- Prima televisiva: 4 ottobre 1963
- Diretto da: Alex Segal
- Scritto da: Rod Serling

### Trama
- Guest star: Melvyn Douglas (Pat Konke), Angie Dickinson (Susan Konke), Robert Emhardt, Stuart Whitman (Billy Cole)

## Something About Lee Wiley
- Prima televisiva: 11 ottobre 1963
- Diretto da: Sydney Pollack
- Scritto da: David Rayfiel

### Trama
- Guest star: Steven Hill (Ruben Fare), Steve Ihnat (dottor Matthews), Piper Laurie (Lee Wiley), Claude Rains (Mr. Fare), Alfred Ryder (Paul Eastlake), Ruth White (Mama)

## Seven Miles of Bad Road
- Prima televisiva: 18 ottobre 1963
- Diretto da: Douglas Heyes
- Scritto da: Douglas Heyes

### Trama
- Guest star: Neville Brand (sceriffo Rufus Selman), James Anderson (Bert), Eleanor Parker (Fern Selman)

## Bob Hope Variety Special
- Prima televisiva: 25 ottobre 1963

### Trama
- Guest star: Beryl Davis (se stessa), Tommy Davis (se stesso), Don Drysdale (se stesso), Andy Griffith (se stesso), Connie Haines (se stessa), Sandy Koufax (se stesso), Martha Raye (se stessa), Jane Russell (se stessa)

## Four Kings
- Prima televisiva: 1º novembre 1963

### Trama
- Guest star: Than Wyenn (Leonard), Paul Lukas (dottor Krug), Vito Scotti (Harry), Susan Strasberg (Gabriella), Peter Falk (Bert Graumann), Simon Oakland (maggiore Stern), John van Dreelen (colonnello Nauman)

## One Day in the Life of Ivan Denisovich
- Prima televisiva: 8 novembre 1963
- Diretto da: Daniel Petrie
- Scritto da: Mark Rodgers

### Trama
- Guest star: Hurd Hatfield (Tsezar), Torin Thatcher (Buinovsky), Mike Kellin (Kilgas), Albert Paulsen (tenente Volkovoi)

## The House Next Door
- Prima televisiva: 15 novembre 1963
- Diretto da: Jack Arnold
- Scritto da: Albert E. Lewin, Burt Styler

### Trama
- Guest star: Clegg Hoyt (Furniture Mover), Jerome Cowan (Mr. Bryant), Jimmy Boyd (Jerry), Harold Stone (Ernie Santee), Frank Albertson (Morgan), Leo Gordon (Biggie), Doris Singleton (Mrs. Bryant), Jesse White (Marvin), Jill St. John (Bunky)

## The Fifth Passenger
- Prima televisiva: 29 novembre 1963

### Trama
- Guest star: Marjorie Eaton (anziana), Leo Genn (comandante Tony Gardner), Mel Ferrer (Peter Carrington), Eric Berry (capitano William Howard), Jacques Aubuchon (capitano Gustavesen)

## The Candidate
- Prima televisiva: 6 dicembre 1963
- Diretto da: Stuart Rosenberg

### Trama
- Guest star: Dina Merrill (Joan Cowley), Ruth Roman (Mrs. Hite), J. D. Cannon (Paul Carrington), Robert Webber (Stuart Landsman)

## It's Mental Work
- Prima televisiva: 20 dicembre 1963
- Diretto da: Alex March
- Scritto da: Rod Serling

### Trama
- Guest star: Mary Wickes (infermiera), George N. Neise (John), Stanley Adams (Vito Conte), Harry Guardino (Rich), Lee J. Cobb (Ernie Wigman), Archie Moore (Buddy)

## Corridor 400
- Prima televisiva: 27 dicembre 1963

### Trama
- Guest star: Theodore Bikel (Ralph Traven), Joseph Campanella (detective Frank Mancini), Frank Overton (Gene Farrell), Suzanne Pleshette (Anita King), Ed McMahon (presentatore)

## War of Nerves
- Prima televisiva: 3 gennaio 1964

### Trama
- Guest star: Stephen Boyd (Robert MacKay)

## Runaway
- Prima televisiva: 10 gennaio 1964
- Diretto da: Paul Stewart
- Scritto da: Leonard Kantor

### Trama
- Guest star: Keenan Wynn (Harry Fellows), Joey Heatherton (Cress), Hugh O'Brian (Mig Semple)

## The Seven Little Foys
- Prima televisiva: 24 gennaio 1964
- Diretto da: David Butler

### Trama
- Guest star: Wayne Osmond (Charley Foy), Jay Osmond (Eddie Foy Jr.), Naomi Stevens (zia Clara), Alan Osmond (Bryan Foy), Morgan Brittany (Madeline Foy), Chrystine Jordan (Mary Foy), Eddie Foy, Jr. (Eddie Foy Sr.), Donny Osmond (Irving Foy), Merrill Osmond (Richard Foy), George Tobias (Barney Green)

## Bisogna essere in due
- Titolo originale: Two is the Number
- Prima televisiva: 31 gennaio 1964
- Diretto da: Sydney Pollack
- Scritto da: Franklin Barton

### Trama
- Guest star: Martin Balsam (Dave Breslaw), Connie Gilchrist (Mrs. Minderman), Richard Bakalyan (Charlie), Mike Kellin (Mileski), Shelley Winters (Jenny Dworak), George Voskovec (dottor Bensinger), Rita Lynn (Phyllis), David Opatoshu (Anton Dworak)

## A Wind of Hurricane Force
- Prima televisiva: 7 febbraio 1964

### Trama
- Guest star: Tony Musante (maggiore DeGuisado), Joe De Santis (Albert), Marisa Pavan (Alva)

## Wake Up, Darling
- Prima televisiva: 21 febbraio 1964
- Scritto da: Alex Gottlieb

### Trama
- Guest star: Eleanor Audley (Mrs. Johnson), Joyce Jameson (Gloria), Peter Leeds (Mahoney), Mary Grace Canfield (Juliet), Ann B. Davis (Martha), Barry Nelson (Don Emerson), Dick Wessel (ufficiale), Jack Albertson (Granville Prescott), King Calder (Producer), Del Moore (Aiedlyndy Canf)

## The Meal Ticket
- Prima televisiva: 28 febbraio 1964
- Diretto da: Stuart Rosenberg
- Soggetto di: Budd Schulberg

### Trama
- Guest star: Janice Rule (Laura), Chris Robinson (Vinnie), Ned Glass (Manny), Cliff Robertson (Eddie Finneran)

## The Square Peg
- Prima televisiva: 6 marzo 1964

### Trama
- Guest star: Joanna Moore (Mabel), Burgess Meredith (Tumblers Fuller), Ray Montgomery (MacIntosh), Stanley Adams (Jake Gozzo), Joe Devlin (Zakaris), Sue Ane Langdon (Millie), Charles Cantor (Gino), Leo Gordon (Jolly Boy), Phil Arnold (Porky)

## White Snow, Red Ice
- Prima televisiva: 13 marzo 1964
- Diretto da: Buzz Kulik
- Scritto da: Richard Fielder

### Trama
- Guest star: Jack Kelly (Frederick Piper), Walter Matthau (Tom Gregory), Grace Lee Whitney (Mona), Francine York (Actress), George Petrie (Director)

## Her School For Bachelors
- Prima televisiva: 20 marzo 1964

### Trama
- Guest star: Bob Hope (Monte Collins), Linda Hope (Bachelor Magazine's 'Miss November'), Jackie Coogan (cliente), Louis Nye (Jack Roberts), Cass Daley (Patsy Willis), Francine York (Model)

## A Slow Fade to Black
- Prima televisiva: 27 marzo 1964
- Diretto da: Ron Winston
- Scritto da: Rod Serling

### Trama
- Guest star: Sally Kellerman (Jerrie), Anna Lee (Paula Kirsch), Simon Scott (Henderson), Dabney Coleman (Stanley Rivkin), James Dunn (Russ Landers), Sharon Farrell (Melissa), Rod Steiger (Mike Kirsch), Robert Culp (Peter Furgatch)

## A Case of Armed Robbery
- Prima televisiva: 3 aprile 1964
- Diretto da: Herschel Daugherty
- Scritto da: Franklin Barton

### Trama
- Guest star: Bethel Leslie (Jean Rice), Paul Stewart (Alfred Montrose), Edward Asner (sergente Slade), Quinn O'Hara (Office Girl), Anthony Franciosa (Jack Montrose), Pat O'Brien (Otto Mead), Lisabeth Hush (Carol Montrose), Steve Ihnat (Steve Cortel), Kevin Tate (Danny)

## Bob Hope Comedy Special
- Prima televisiva: 17 aprile 1964
- Diretto da: Jack Shea
- Scritto da: Mort Lachman, Bill Larkin, Lester White, John Rapp

### Trama
- Guest star: Jack Jones (se stesso), Martha Raye (se stessa)

## Time For Elizabeth
- Prima televisiva: 24 aprile 1964
- Diretto da: Ezra Stone
- Scritto da: Alex Gottlieb

### Trama
- Guest star: Eleanor Audley (Lil Schaeffer), Lyle Talbot (Gibralter), George Chandler (Mr. Zwilling), Roland Winters (Walter Schaeffer), Eden Marx (Vivian Morgan), Carole Wells (Anne Davis), John Considine (Richard Coburn), Cyril Delevanti (McPherson), Madge Blake (Amy Zwilling)

## The Game with Glass Pieces
- Prima televisiva: 1º maggio 1964

### Trama
- Guest star: Seymour Cassel (Somebody), Bert Freed (Mr. S), Don Gordon (Seymour Hythe), Malachi Throne (Phil Campbell), Darren McGavin (Franklin Carson), George Peppard (Buddy Wren), Marvin Kaplan (Alvin), Virginia Vincent (Miss Clutha), Diane Ladd (Cissy), Madlyn Rhue (Lillian), Arte Johnson (Chip Broadwater)

## The Command
- Prima televisiva: 22 maggio 1964
- Diretto da: Fielder Cook
- Scritto da: Rod Serling

### Trama
- Guest star: Edward Binns (capitano Sloane), Robert Walker, Jr. (tenente Jones), Andrew Duggan (capitano Franks), Milton Selzer (capitano Chick Wasnik)

## The Sojourner
- Prima televisiva: 29 maggio 1964
- Diretto da: Stuart Rosenberg
- Scritto da: Stirling Silliphant

### Trama
- Guest star: Vera Miles (Beth), Howard Duff (Leo), Mary Carver (Mae), Warren Stevens (Jesse), Herschel Bernardi (McCarthy)

## Echo of Evil
- Prima televisiva: 5 giugno 1964

### Trama
- Guest star: Jane Wyatt (Sarah), Nehemiah Persoff (Martin Vesper), Barry Sullivan (Oscar Teckla), John Saxon (Augie)